# HD 129116
HD 129116 (b Centauri) é uma estrela binária na constelação de Centaurus. Tem uma magnitude aparente visual de 4,00, sendo visível a olho nu em locais sem muita poluição luminosa. De acordo com as medições de paralaxe pelo satélite Gaia, está localizada a aproximadamente 325 anos-luz (100 parsecs) da Terra. A essa distância, sua magnitude aparente é reduzida em 0,047 devido à extinção causada por gás e poeira no meio interestelar.
A estrela primária do sistema é uma estrela quente de classe B com um tipo espectral de B3V e uma massa de 5–6 vezes a massa solar. A estrela secundária é uma companheira próxima a aproximadamente 1 UA da primária, com uma massa de até 4,4 vezes a massa solar. Em 2021, foi anunciada a descoberta por imagens diretas de um planeta extrassolar massivo orbitando o par de estrelas (um planeta circumbinário) a uma distância de aproximadamente 560 UA.

## Sistema estelar
Este é um sistema estelar jovem, pertencente ao subgrupo Centaurus Superior-Lupus da associação Scorpius–Centaurus, a associação OB mais próxima do Sol. Essa é uma associação de estrelas com origem e movimento pelo espaço comuns. A região do subgrupo Centaurus Superior-Lupus na qual b Centauri está localizada parece ter uma idade uniforme de 15 milhões de anos, que é portanto considerada a idade deste sistema (com uma incerteza de 2 milhões de anos). As medições de paralaxe pela sonda Gaia indicam que b Centauri está a aproximadamente 325 anos-luz (100 parsecs) da Terra. Foi notado que a presença da estrela companheira pode atrapalhar as medições de paralaxe, portanto esse valor da distância pode não ser muito preciso. Mesmo assim, b Centauri parece estar do lado mais próximo da associação Scorpius–Centaurus, o que é indicado também por seu movimento próprio maior que a média da associação.
A estrela primária do sistema, b Centauri A, é uma estrela de classe B da sequência principal com um tipo espectral de B3V. Modelos evolucionários estimam que tem uma massa entre 5,6 e 6,0 vezes a massa solar (M☉), dependendo da luminosidade estimada para a estrela secundária. Seu raio é equivalente a 2,9 raios solares. Sua fotosfera está brilhando com 650 vezes a luminosidade solar a uma temperatura efetiva de 18 500 K, conferindo à estrela a coloração azul-branca de estrelas de classe B. Possui uma rotação relativamente rápida, com uma velocidade de rotação projetada de 129 km/s, e uma metalicidade próxima da solar ou levemente menor.
Na década de 1960 foi constatado que a estrela primária tem velocidade radial variável, o que é evidência de uma estrela secundária no sistema, mas nenhuma órbita foi publicada. A existência da estrela secundária, b Centauri B, foi confirmada em uma observação interferométrica de 2010, revelando-a a uma separação de 9,22 milissegundos de arco de primária, o que corresponde a 1,0 UA na distância do sistema. A diferença de magnitude observada entre as estrelas é de 1,06, da qual é calculada uma massa de 4,4 M☉ para a estrela secundária. No entanto, esse valor para a diferença de magnitude é incerto, já que foi baseado em uma única observação feita no limite da capacidade do instrumento, então a massa de 4,4 M☉ é considerada uma estimativa máxima. Considerando todas as incertezas, a massa total do sistema é estimada entre 6 e 10 M☉.

## Sistema planetário
O sistema b Centauri foi incluído na pesquisa BEAST, que usa o instrumento SPHERE no Very Large Telescope para procurar planetas ao redor de estrelas de tipo B na associação Scorpius–Centaurus. O instrumento SPHERE é equipado com um coronógrafo sofisticado que bloqueia a luz de uma estrela e permite fotografar diretamente planetas massivos ao seu redor. A primeira observação do sistema em 2019 detectou um objeto a uma separação de 5,3 segundos de arco com cores infravermelhas consistentes com um planeta massivo. Uma segunda observação em 2021 confirmou que o objeto possui movimento próprio igual ao de b Centauri e portanto pertence fisicamente ao sistema. Os autores desse estudo também procuraram observações antigas de b Centauri e descobriram que o planeta foi fotografado pelo telescópio de 3,6 metros do ESO em 2000, mas não foi reconhecido como um planeta na época. Com uma estrela primária de 5–6 M☉ e uma massa total do sistema de 6–10 M☉, b Centauri é o sistema estelar mais massivo ao redor do qual um planeta foi descoberto; anteriormente, a estrela mais massiva com um planeta conhecido tinha 3 M☉. A descoberta foi publicada em dezembro de 2021 na revista científica Nature e foi liderada pelo astrônomo Markus Janson da Universidade de Estocolmo.

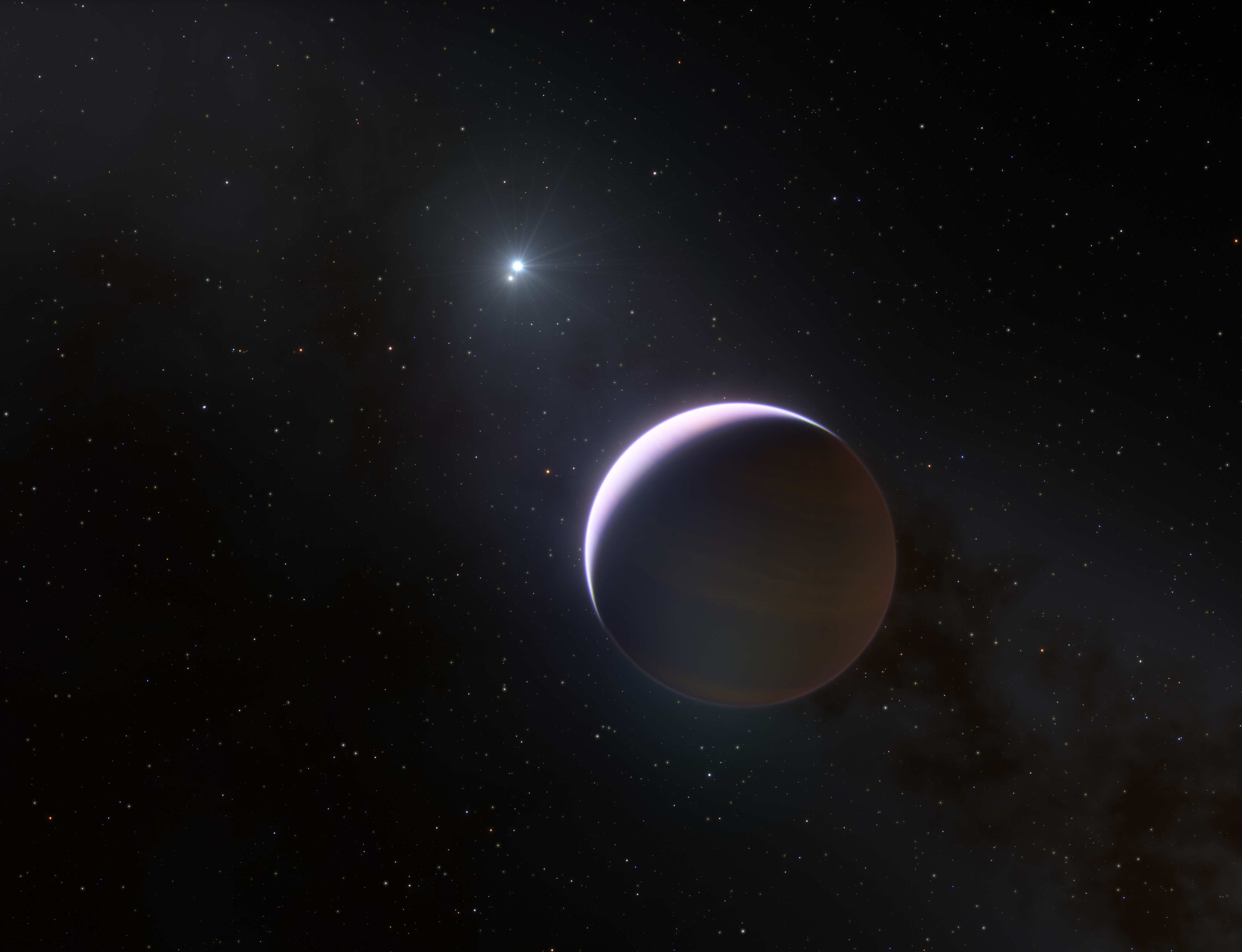
Impressão artística do planeta b Cen (AB)b

Denominado b Centauri (AB)b (abreviado como 'b Cen (AB)b'), o planeta é circumbinário e orbita o par de estrelas a uma distância projetada de 560 unidades astronômicas. O conjunto de observações em três épocas diferentes mostra indícios do movimento orbital do planeta ao redor das estrelas centrais, mas ainda não é possível determinar a órbita com precisão. Os dados são consistentes com um período orbital entre 2650 e 7170 anos, inclinação entre 128 e 157 graus, e excentricidade menor que 0,4.
As imagens do SPHERE mostram que o planeta tem aproximadamente 0,01% da luminosidade solar, um vestígio de sua formação recente. Com base nessa luminosidade e na idade do sistema, modelos de resfriamento planetário estimam para b Cen (AB)b uma massa de aproximadamente 11 vezes a massa de Júpiter. A razão de massas entre b Cen (AB)b e a estrela binária central é de 0,10—0,17%, um valor similar ao do sistema Sol–Júpiter e consistente com a ideia de que estrelas mais massivas tendem a ter planetas mais massivos.
O mecanismo de formação de b Cen (AB)b é incerto. Acredita-se que a maioria dos planetas gigantes são formados pela acreção de um núcleo rochoso, que, ao atingir uma massa crítica, passa a acumular rapidamente o gás do disco circunstelar. Esse mecanismo não pode explicar b Cen (AB)b, pois o processo se torna menos eficiente a grandes distâncias da estrela, e os discos circunstelares de estrelas massivas como b Centauri A dissipam muito mais rápido. O mais provável é que o planeta se formou diretamente do gás do disco circunstelar, através do mecanismo de instabilidade gravitacional. Esse processo é muito mais rápido que a acreção de um núcleo rochoso, e pode atuar mesmo a distâncias de centenas de unidades astronômicas. Também é possível que o planeta se formou mais próximo das estrelas centrais e foi jogado para sua posição atual por interações gravitacionais, mas isso não é considerado provável já que não há evidências de outros planetas no sistema e a excentricidade de b Cen (AB)b é baixa.
A descoberta de b Cen (AB)b mostra que planetas podem existir mesmo ao redor de estrelas massivas. Estudos anteriores haviam relatado que a taxa de ocorrência de planetas cai para estrelas de mais de 2 M☉ e chega a zero para estrelas de 3 M☉, mas esses resultados são válidos apenas para planetas próximos, os quais o método da velocidade radial pode detectar. Os descobridores de b Cen (AB)b argumentaram que o baixo tempo de vida dos discos circunstelares de estrelas massivas evita que planetas migrem para distâncias próximas das estrelas, mas permite a existência de planetas distantes como b Cen (AB)b.
| Planeta | Massa         | Separação projetada (UA) | Período orbital (anos) | Excentricidade | Inclinação |
| ------- | ------------- | ------------------------ | ---------------------- | -------------- | ---------- |
| (AB)b   | 10,9 ± 1,6 MJ | 556 ± 17                 | 2650–7170              | <0,40          | 128–157°   |